# USS Thresher (SSN-593)

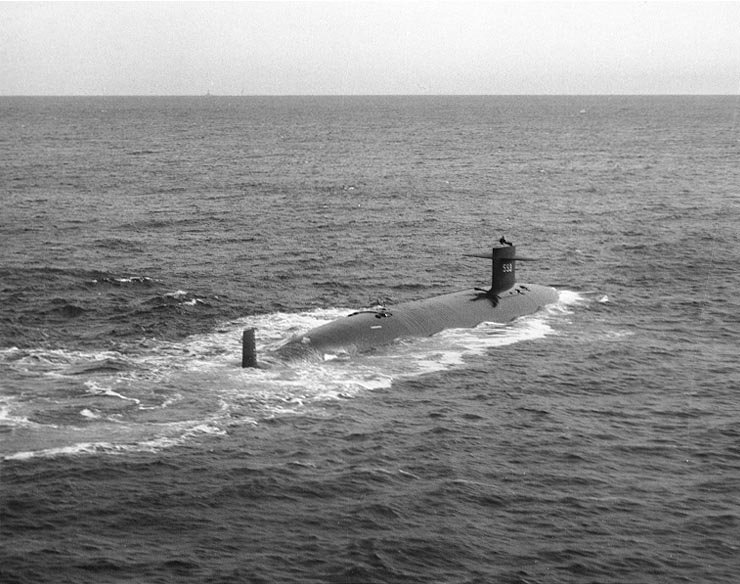
Tàu ngầm USS Thresher ra khơi, 04/1961

Tàu ngầm USS Thresher (SSN-593) là một tàu ngầm chạy bằng năng lượng hạt nhân của Hải quân Mỹ. Năm 1963, khi thử nghiệm lặn sâu ở phía đông nam của vùng Cape Cod, Massachusetts, nó bị sự cố kỹ thuật và chìm sâu xuống lòng đáy biển, gây ra cái chết của toàn bộ thủy thủ đoàn gồm 129 người.

## Diễn biến
Ngày 10 tháng 4 năm 1963, tàu Thresher đi đến một vùng khoảng 350 km về phía đông của Cape Cod. Nó có chiếc tàu USS Skylark (ASR-20) đi theo yểm trơ. Lúc 9h13 sáng, tàu Skylark nhận được tin báo từ tàu ngầm Thresher rằng nó đang bị một sự cố nhỏ. Đúng 9h18, các nhân viên điều hành sonar trên chiếc Skylark nghe một tiếng ghê rợn như là tiếng gió dồn dập vào một cái bồn không khí. Sau đó không lâu là tiếng tàu bị xé toạc ra và  tiếng nó bị đè bẹp dí. Sau đó là im lặng hoàn toàn. Theo  cuộc điều tra của quân lực Mỹ thì lý  do có lý nhất đã gây ra tai nạn là một chỗ nối trong hệ thống đường ống nước biển bị vỡ ra. Điều này khiến nước phun ra và làm chạm các mạch điện tử.
Chuyện này dẫn đến lò năng lượng hạt nhân bị  tự động tắt, do dó tàu Thresher chìm luôn xuống lòng đại dương không cách gì chặn lại. Tàu được thiết kế để xuống sâu hơn 400 m một ít, nhưng đáy biển nơi đó sâu đến 2.560 m. Người ta đoán rằng khi tàu bị bóp nát dưới áp lực của nước, cái chết đã xảy ra khá nhanh chóng cho thủy thủ đoàn.